# 瀬賀百花
瀬賀 百花（せが ももか、1999年1月22日 - ）は、新潟県出身の女子プロゴルファーである。開志国際高等学校卒業。身長154cm、体重51kg。
父親の影響で7歳よりゴルフを始める。ジュニア時代から「関東小学生ゴルフ大会7位」、「全日本小学生ゴルフトーナメント 3位（小学4～6年生女子の部）」、「新潟県ジュニアゴルフ競技大会 優勝」、「全国中学校ゴルフ選手権 4位 T」と活躍。2018年より単年登録でツアーに参戦。

## 成績

### 2019年　ステップアップツアー
- ECCレディスゴルフトーナメント 44T
- SkyレディースABC杯 予選落ち
- ユピテル・静岡新聞SBSレディース 20T
- ルートインカップ 上田丸子グランヴィリオレディース 42T
- 日医工女子オープン 予選落ち